# Llista de topònims de Cadaqués
Llista de topònims (noms propis de lloc) del municipi de Cadaqués, a l'Alt Empordà
Informació actualitzada per un bot. Els canvis manuals es perdran quan s'actualitzi!

## badia
| imatge | Nom                 | Ubicat a       | instància de | Detalls | coordenades                                          | Protecció | Commons (més fotos) | Dades a WD                    |
| ------ | ------------------- | -------------- | ------------ | ------- | ---------------------------------------------------- | --------- | ------------------- | ----------------------------- |
|        | Badia de Cadaqués   | Cadaqués       | badia        |         | 42° 16′ 49″ N, 3° 17′ 04″ E / 42.28023°N,3.2844°E    |           | Badia de Cadaqués   | Modifica les dades a Wikidata |
|        | Badia de Guillola   | Cadaqués       | badia        |         | 42° 18′ 16″ N, 3° 17′ 32″ E / 42.304547°N,3.292351°E |           | Badia de Guillola   | Modifica les dades a Wikidata |
|        | Badia de Portlligat | Cadaqués       | badia        |         | 42° 17′ 35″ N, 3° 17′ 27″ E / 42.293011°N,3.290717°E |           | Badia de Portlligat | Modifica les dades a Wikidata |
|        | badia de Jóncols    | Cadaqués Roses | badia        |         | 42° 14′ 54″ N, 3° 16′ 05″ E / 42.24841°N,3.26792°E   |           |                     | Modifica les dades a Wikidata |

## cabana
| imatge | Nom                      | Ubicat a   | instància de | Detalls                                  | coordenades | Protecció                                  | Commons (més fotos)   | Dades a WD                    |
| ------ | ------------------------ | ---------- | ------------ | ---------------------------------------- | --- | ------------------------------------------ | --------------------- | ----------------------------- |
|        | Barraca de sa Pedrera    | Cadaqués   | cabana       |                                          | 42° 18′ 36″ N, 3° 18′ 03″ E / 42.31008517599334°N,3.300951719284058°E                                              |                                            |                       | Modifica les dades a Wikidata |
|        | Corral de la Tia Pastora | Cadaqués   | cabana       |                                          | 42° 19′ 00″ N, 3° 18′ 15″ E / 42.316535276637985°N,3.3041596412658696°E                                            |                                            |                       | Modifica les dades a Wikidata |
|        | Sa Barraca d'en Duran    | Cadaqués   | cabana       | Estil: arquitectura popular              | 42° 16′ 57″ N, 3° 17′ 27″ E / 42.282421°N,3.290748°E                                                               | bé integrant del patrimoni cultural català | Sa Barraca d'en Duran | Modifica les dades a Wikidata |
|        | barraca d'en Llimó       | Cadaqués   | cabana       | Estil: arquitectura popular              | 42° 16′ 52″ N, 3° 17′ 33″ E / 42.281°N,3.29237°E                                                                   | bé integrant del patrimoni cultural català |                       | Modifica les dades a Wikidata |
|        | barraca d'en Robés       | Cadaqués   | cabana       | Estil: arquitectura popular              | 42° 17′ 27″ N, 3° 15′ 12″ E / 42.2908°N,3.25331°E                                                                  |                                            |                       | Modifica les dades a Wikidata |
|        | barraca d'en Robés I     | Cadaqués   | cabana       | Estil: arquitectura popular              | 42° 17′ 27″ N, 3° 15′ 12″ E / 42.290834°N,3.253311°E                                                               | bé integrant del patrimoni cultural català |                       | Modifica les dades a Wikidata |
|        | barraca d'en Robés II    | Cadaqués   | cabana       | Estil: arquitectura popular              | 42° 17′ 31″ N, 3° 15′ 06″ E / 42.291883°N,3.251714°E                                                               | bé integrant del patrimoni cultural català |                       | Modifica les dades a Wikidata |
|        | barraca de Culip         | Cadaqués   | cabana       | Estil: arquitectura popular              | 42° 19′ 21″ N, 3° 18′ 24″ E / 42.3226°N,3.30665°E                                                                  | bé integrant del patrimoni cultural català |                       | Modifica les dades a Wikidata |
|        | barraca de l'Andalet     | Cadaqués   | cabana       |                                          | 42° 17′ 45″ N, 3° 14′ 40″ E / 42.2958870418331°N,3.24444131435016°E                                                |                                            |                       | Modifica les dades a Wikidata |
|        | corral d'en Quirc        | Cadaqués   | cabana       |                                          | 42° 16′ 16″ N, 3° 15′ 45″ E / 42.2711340849663°N,3.26249876052442°E                                                |                                            |                       | Modifica les dades a Wikidata |
|        | corral de la Perafita    | Cadaqués   | cabana       |                                          | 42° 17′ 56″ N, 3° 14′ 17″ E / 42.2989716280955°N,3.2380355918449°E                                                 |                                            |                       | Modifica les dades a Wikidata |
|        | corral de sa Plana       | Cadaqués   | cabana       |                                          | 42° 18′ 51″ N, 3° 17′ 15″ E / 42.314123468201°N,3.28761388295391°E                                                 |                                            |                       | Modifica les dades a Wikidata |
|        | corral de ses Closes     | Cadaqués   | cabana       |                                          | 42° 17′ 49″ N, 3° 15′ 40″ E / 42.2969940231517°N,3.26113824667188°E                                                |                                            |                       | Modifica les dades a Wikidata |
|        | el Corral d'en Morell    | Portlligat | cabana       | Estil: arquitectura popular 18th century | 42° 17′ 56″ N, 3° 17′ 05″ E / 42.298757°N,3.284595°E ca:C. del Cap de Creus, entre Portlligat i el Jonquet 17 msnm | bé integrant del patrimoni cultural català | El Corral d'en Morell | Modifica les dades a Wikidata |

## cala
| imatge | Nom           | Ubicat a | instància de | Detalls    | coordenades                                                           | Protecció | Commons (més fotos) | Dades a WD                    |
| ------ | ------------- | -------- | ------------ | ---------- | --------------------------------------------------------------------- | --------- | ------------------- | ----------------------------- |
|        | Cala Bona     | Cadaqués | cala         |            | 42° 18′ 43″ N, 3° 18′ 22″ E / 42.31184652369511°N,3.306101560592652°E |           |                     | Modifica les dades a Wikidata |
|        | Cala Culip    | Cadaqués | cala         |            | 42° 19′ 21″ N, 3° 18′ 34″ E / 42.32257222575176°N,3.309438228607178°E |           | Cala Culip          | Modifica les dades a Wikidata |
|        | Cala Jugadora | Cadaqués | cala         | Llarg: 50m | 42° 18′ 58″ N, 3° 18′ 47″ E / 42.31598056°N,3.31315°E                 |           | Cala Jugadora       | Modifica les dades a Wikidata |

## cap
| imatge | Nom                 | Ubicat a | instància de | Detalls | coordenades                                                       | Protecció | Commons (més fotos) | Dades a WD                    |
| ------ | ------------------- | -------- | ------------ | ------- | ----------------------------------------------------------------- | --------- | ------------------- | ----------------------------- |
|        | Cap d'en Roig       | Cadaqués | cap          |         | 42° 18′ 06″ N, 3° 17′ 35″ E / 42.30169°N,3.29298°E                |           | Cap d'en Roig       | Modifica les dades a Wikidata |
|        | Punta d'en Codera   | Cadaqués | cap          |         | 42° 18′ 17″ N, 3° 18′ 01″ E / 42.30486°N,3.30019°E                |           |                     | Modifica les dades a Wikidata |
|        | Punta de Cala Nans  | Cadaqués | cap          |         | 42° 16′ 16″ N, 3° 17′ 13″ E / 42.27108°N,3.28697°E                |           |                     | Modifica les dades a Wikidata |
|        | Punta de s'Alqueria | Cadaqués | cap          |         | 42° 17′ 49″ N, 3° 17′ 30″ E / 42.29699°N,3.29161°E                |           |                     | Modifica les dades a Wikidata |
|        | Punta des Bou Marí  | Cadaqués | cap          |         | 42° 16′ 58″ N, 3° 17′ 42″ E / 42.2829°N,3.29504°E                 |           | Punta des Bou Marí  | Modifica les dades a Wikidata |
|        | cap de Creus        | Cadaqués | cap          |         | 42° 19′ 09″ N, 3° 19′ 19″ E / 42.319166666667°N,3.3219444444444°E |           | Cap de Creus        | Modifica les dades a Wikidata |
|        | morro de l'Espunya  | Cadaqués | cap          |         | 42° 15′ 08″ N, 3° 15′ 49″ E / 42.25228°N,3.26363°E                |           |                     | Modifica les dades a Wikidata |
|        | punta Prima         | Cadaqués | cap          |         | 42° 15′ 43″ N, 3° 17′ 07″ E / 42.26194°N,3.28526°E                |           |                     | Modifica les dades a Wikidata |
|        | punta de la Maçana  | Cadaqués | cap          |         | 42° 15′ 09″ N, 3° 16′ 36″ E / 42.25254°N,3.27667°E                |           |                     | Modifica les dades a Wikidata |
|        | punta de s'Oliguera | Cadaqués | cap          |         | 42° 17′ 04″ N, 3° 17′ 58″ E / 42.28455°N,3.2995°E                 |           |                     | Modifica les dades a Wikidata |
|        | punta de sa Figuera | Cadaqués | cap          |         | 42° 15′ 15″ N, 3° 16′ 55″ E / 42.25419°N,3.28182°E                |           |                     | Modifica les dades a Wikidata |

## casa
| imatge | Nom                                | Ubicat a | instància de | Detalls                                                                                 | coordenades | Protecció                                  | Commons (més fotos)                | Dades a WD                    |
| ------ | ---------------------------------- | -------- | ------------ | --------------------------------------------------------------------------------------- | --- | ------------------------------------------ | ---------------------------------- | ----------------------------- |
|        | Can Meliton                        | Cadaqués | casa         | Estil: noucentisme 19th century                                                         | 42° 17′ 21″ N, 3° 16′ 44″ E / 42.2892°N,3.27887°E ca:Pg. del General Escofet, 15 - pl. des Portitxó, 1. Cadaqués (Alt Empordà) | bé integrant del patrimoni cultural català | Can Meliton (Cadaqués)             | Modifica les dades a Wikidata |
|        | Can Puignau                        | Cadaqués | casa         | Estil: arquitectura popular                                                             | 42° 17′ 15″ N, 3° 16′ 35″ E / 42.2876°N,3.27637°E                                                                              | bé integrant del patrimoni cultural català | Can Puignau (Cadaqués)             | Modifica les dades a Wikidata |
|        | Can Salisachs                      | Cadaqués | casa         | Estil: noucentisme 1921                                                                 | 42° 17′ 06″ N, 3° 16′ 32″ E / 42.284866°N,3.275683°E                                                                           | bé integrant del patrimoni cultural català | Can Salisachs                      | Modifica les dades a Wikidata |
|        | Can Salleras                       | Cadaqués | casa         | Estil: noucentisme                                                                      | 42° 17′ 05″ N, 3° 16′ 30″ E / 42.284745°N,3.275124°E                                                                           | bé integrant del patrimoni cultural català | Can Salleras                       | Modifica les dades a Wikidata |
|        | Can Xirau                          | Cadaqués | casa         | Estil: arquitectura popular                                                             | 42° 17′ 15″ N, 3° 16′ 36″ E / 42.2876°N,3.2768°E                                                                               | bé integrant del patrimoni cultural català | Can Xirau                          | Modifica les dades a Wikidata |
|        | Can Zendrera                       | Cadaqués | casa         | Estil: arquitectura popular 1861                                                        | 42° 17′ 21″ N, 3° 16′ 47″ E / 42.2892°N,3.27966°E ca:Plaça des Portitxó 8                                                      | bé integrant del patrimoni cultural català | Can Zendrera                       | Modifica les dades a Wikidata |
|        | Casa Apezteguía                    | Cadaqués | casa         | Arquitecte: Peter G. Harnden Lanfranco Bombelli Tiravanti 1971                          | 42° 17′ 10″ N, 3° 17′ 12″ E / 42.286°N,3.28671°E ca:Av. Pérez del Pulgar, 2, platja de ses Oliveres                            | bé integrant del patrimoni cultural català | Casa Apezteguía                    | Modifica les dades a Wikidata |
|        | Casa Baccheli                      | Cadaqués | casa         | Arquitecte: Peter G. Harnden Lanfranco Bombelli Tiravanti 1968                          | 42° 17′ 42″ N, 3° 17′ 26″ E / 42.2949°N,3.29046°E ca:Camí des Cau de sa Guineu, 20                                             | bé integrant del patrimoni cultural català | Casa Fasquelle                     | Modifica les dades a Wikidata |
|        | Casa Bombelli                      | Cadaqués | casa         | Arquitecte: Peter G. Harnden Lanfranco Bombelli Tiravanti 1961                          | 42° 17′ 18″ N, 3° 16′ 26″ E / 42.288238°N,3.273984°E ca:Solitari, 12                                                           | bé integrant del patrimoni cultural català | Casa Bombelli                      | Modifica les dades a Wikidata |
|        | Casa Bordeaux-Groult               | Cadaqués | casa         | Arquitecte: Peter G. Harnden Lanfranco Bombelli Tiravanti 1961                          | 42° 17′ 47″ N, 3° 17′ 27″ E / 42.2965°N,3.29081°E ca:Paratge de s'Alqueria.                                                    | bé integrant del patrimoni cultural català | Casa Bordeaux Groult               | Modifica les dades a Wikidata |
|        | Casa Costa                         | Cadaqués | casa         | Estil: arquitectura modernista                                                          | 42° 17′ 00″ N, 3° 16′ 32″ E / 42.2834°N,3.27558°E ca:Doctor Bartomeus, 38                                                      | bé integrant del patrimoni cultural català | Casa Costa (Cadaqués)              | Modifica les dades a Wikidata |
|        | Casa Cànovas                       | Cadaqués | casa         | Estil: noucentisme 20th century                                                         | 42° 17′ 21″ N, 3° 16′ 43″ E / 42.2893°N,3.27872°E ca:passeig del General Escofet, 10 5 msnm                                    | bé integrant del patrimoni cultural català | Casa Cànovas (Cadaqués)            | Modifica les dades a Wikidata |
|        | Casa Dalmau                        | Cadaqués | casa         | Estil: arquitectura modernista                                                          | 42° 17′ 21″ N, 3° 16′ 42″ E / 42.289211°N,3.278407°E ca:Passeig del General Escofet, 8                                         | bé integrant del patrimoni cultural català | Casa Dalmau                        | Modifica les dades a Wikidata |
|        | Casa Gasch                         | Cadaqués | casa         |                                                                                         | 42° 17′ 41″ N, 3° 17′ 22″ E / 42.294793°N,3.289385°E                                                                           | bé integrant del patrimoni cultural català |                                    | Modifica les dades a Wikidata |
|        | Casa Josep Rahola                  | Cadaqués | casa         | Estil: arquitectura popular                                                             | 42° 17′ 21″ N, 3° 16′ 39″ E / 42.289148°N,3.277448°E                                                                           | bé integrant del patrimoni cultural català | Casa Josep Rahola                  | Modifica les dades a Wikidata |
|        | Casa Julià                         | Cadaqués | casa         | Arquitecte: Frederic de Correa i Ruiz Alfons Milà i Sagnier                             | 42° 17′ 16″ N, 3° 16′ 22″ E / 42.2878°N,3.2727°E                                                                               | bé integrant del patrimoni cultural català |                                    | Modifica les dades a Wikidata |
|        | Casa Mary Callery                  | Cadaqués | casa         | Arquitecte: Peter G. Harnden Lanfranco Bombelli Tiravanti 1962                          | 42° 17′ 21″ N, 3° 16′ 44″ E / 42.2893°N,3.2789°E                                                                               | bé integrant del patrimoni cultural català | Casa Mary Callery                  | Modifica les dades a Wikidata |
|        | Casa Pont                          | Cadaqués | casa         | Arquitecte: Salvador Sellés i Baró Estil: arquitectura modernista                       | 42° 17′ 21″ N, 3° 16′ 41″ E / 42.2893°N,3.27815°E                                                                              | bé integrant del patrimoni cultural català | Casa Pont                          | Modifica les dades a Wikidata |
|        | Casa Rahola                        | Cadaqués | casa         | Arquitecte: Josep Roca i Bros Estil: arquitectura neoclàssica Romanticisme 19th century | 42° 17′ 21″ N, 3° 16′ 39″ E / 42.2892°N,3.27752°E ca:Plaça Frederic Rahola o de ses Herbes, 3                                  | bé integrant del patrimoni cultural català | Casa Rahola                        | Modifica les dades a Wikidata |
|        | Casa Robau                         | Cadaqués | casa         |                                                                                         | 42° 15′ 11″ N, 3° 15′ 22″ E / 42.253117°N,3.256217°E                                                                           | bé integrant del patrimoni cultural català |                                    | Modifica les dades a Wikidata |
|        | Casa Romeu                         | Cadaqués | casa         | Arquitecte: Frederic de Correa i Ruiz Alfons Milà i Sagnier 1962                        | 42° 17′ 17″ N, 3° 17′ 02″ E / 42.288163°N,3.283896°E ca:C. ses Oliveres, 11 27 msnm                                            | bé integrant del patrimoni cultural català | Casa Romeu (Cadaqués)              | Modifica les dades a Wikidata |
|        | Casa Saderra                       | Cadaqués | casa         | Estil: arquitectura popular                                                             | 42° 17′ 19″ N, 3° 16′ 37″ E / 42.2885°N,3.27699°E                                                                              | bé integrant del patrimoni cultural català | Casa Saderra                       | Modifica les dades a Wikidata |
|        | Casa Senillosa                     | Cadaqués | casa         | Arquitecte: Josep Antoni Coderch i de Sentmenat 1956                                    | 42° 17′ 16″ N, 3° 16′ 34″ E / 42.287776°N,3.275996°E ca:Guillem de Bruguera 6                                                  | bé integrant del patrimoni cultural català | Casa Senillosa (Cadaqués)          | Modifica les dades a Wikidata |
|        | Casa Serinyana                     | Cadaqués | casa         | Arquitecte: Salvador Sellés i Baró Estil: arquitectura modernista 1913-09-20            | 42° 17′ 21″ N, 3° 16′ 47″ E / 42.2891°N,3.27983°E                                                                              | bé integrant del patrimoni cultural català | Casa Serinyana                     | Modifica les dades a Wikidata |
|        | Casa Serinyana des Poal            | Cadaqués | casa         | Arquitecte: Salvador Sellés i Baró Estil: arquitectura modernista                       | 42° 17′ 20″ N, 3° 16′ 50″ E / 42.2888°N,3.28067°E                                                                              | bé integrant del patrimoni cultural català | Casa Serinyana des Poal (Cadaqués) | Modifica les dades a Wikidata |
|        | Casa Staempfli                     | Cadaqués | casa         | Arquitecte: Peter G. Harnden Lanfranco Bombelli Tiravanti 1960                          | 42° 17′ 18″ N, 3° 16′ 37″ E / 42.288333333333°N,3.2769444444444°E ca:C. del Doctor Callís, 7                                   | bé integrant del patrimoni cultural català | Casa Staempfli                     | Modifica les dades a Wikidata |
|        | Casa Surroca                       | Cadaqués | casa         | Estil: brutalisme 20th century                                                          | 42° 17′ 09″ N, 3° 16′ 35″ E / 42.2858°N,3.27636°E ca:C. del Doctor Bartumeus, 1, urb. la Gavina                                | bé integrant del patrimoni cultural català | Casa Surroca                       | Modifica les dades a Wikidata |
|        | Casa Turull                        | Cadaqués | casa         | Estil: arquitectura modernista 1910                                                     | 42° 17′ 15″ N, 3° 16′ 32″ E / 42.287397°N,3.275572°E ca:Plaça del Dr. Pont, 7                                                  | bé integrant del patrimoni cultural català | Casa Turull                        | Modifica les dades a Wikidata |
|        | Casa a la riba des Pianc, 13       | Cadaqués | casa         | Estil: arquitectura popular                                                             | 42° 17′ 15″ N, 3° 16′ 54″ E / 42.287411°N,3.281762°E                                                                           | bé integrant del patrimoni cultural català | Casa a la riba des Pianc, 13       | Modifica les dades a Wikidata |
|        | Casa de cala Guillola              | Cadaqués | casa         | Arquitecte: Lanfranco Bombelli Tiravanti 1972                                           | 42° 18′ 32″ N, 3° 17′ 30″ E / 42.308934°N,3.291589°E ca:Cala Guillola 71 msnm                                                  | bé integrant del patrimoni cultural català | Casa de cala Guillola              | Modifica les dades a Wikidata |
|        | Casa de l'Esperança Rahola         | Cadaqués | casa         | Estil: noucentisme                                                                      | 42° 17′ 10″ N, 3° 16′ 35″ E / 42.286111°N,3.27638°E                                                                            | bé integrant del patrimoni cultural català | Casa de l'Esperança Rahola         | Modifica les dades a Wikidata |
|        | Casa de la Palmera                 | Cadaqués | casa         | Estil: arquitectura popular 18th century                                                | 42° 17′ 08″ N, 3° 16′ 33″ E / 42.285528°N,3.275951°E ca:C. del Doctor Bartomeus, 13 8 msnm                                     | bé integrant del patrimoni cultural català | Casa de la Palmera                 | Modifica les dades a Wikidata |
|        | Casa del Baró de la Roda           | Cadaqués | casa         | Estil: arquitectura popular                                                             | 42° 17′ 15″ N, 3° 16′ 36″ E / 42.2875°N,3.2766°E                                                                               | bé integrant del patrimoni cultural català | Casa del Baró de la Roda           | Modifica les dades a Wikidata |
|        | Casa del Dr. Escofet               | Cadaqués | casa         | Estil: arquitectura popular 18th century 19th century                                   | 42° 17′ 22″ N, 3° 16′ 45″ E / 42.28937°N,3.279056°E ca:Roques, 2                                                               | bé integrant del patrimoni cultural català | Casa del Dr. Escofet (Cadaqués)    | Modifica les dades a Wikidata |
|        | Casa des Portal                    | Cadaqués | casa         | Arquitecte: Salvador Sellés i Baró Estil: arquitectura modernista                       | 42° 17′ 17″ N, 3° 16′ 37″ E / 42.2881°N,3.27687°E ca:Carrer del Doctor Callís, 9                                               | bé integrant del patrimoni cultural català | Casa des Portal                    | Modifica les dades a Wikidata |
|        | Torre Marc Massó                   | Cadaqués | casa         | Estil: arquitectura popular                                                             | 42° 17′ 13″ N, 3° 16′ 55″ E / 42.287°N,3.2819°E                                                                                | bé integrant del patrimoni cultural català | Casa Masó (Cadaqués)               | Modifica les dades a Wikidata |
|        | Villa Gloria                       | Cadaqués | casa         | Arquitecte: Lanfranco Bombelli Tiravanti Peter G. Harnden 1959                          | 42° 17′ 19″ N, 3° 16′ 53″ E / 42.2886°N,3.28129°E ca:C. Sant Pere, 5-7                                                         | bé integrant del patrimoni cultural català | Villa Gloria (Cadaqués)            | Modifica les dades a Wikidata |
|        | Xalet Pérez del Pulgar             | Cadaqués | casa         | Arquitecte: Francesc Joan Barba i Corsini 1957 Superfície: 120m²                        | 42° 17′ 03″ N, 3° 17′ 18″ E / 42.2841265°N,3.2882007°E ca:Camí de Ronda Ros - Pere Fet, 15                                     |                                            |                                    | Modifica les dades a Wikidata |
|        | casa Fradera                       | Cadaqués | casa         | 18th century                                                                            | 42° 17′ 13″ N, 3° 16′ 33″ E / 42.287035°N,3.275953°E ca:C. Eduard Marquina, 11                                                 | bé integrant del patrimoni cultural català | Casa Fradera (Cadaquès)            | Modifica les dades a Wikidata |
|        | casa Villavecchia                  | Cadaqués | casa         | 18th century                                                                            | 42° 17′ 14″ N, 3° 16′ 33″ E / 42.287108°N,3.275832°E ca:C. Eduard Marquina, 7                                                  | bé integrant del patrimoni cultural català | Casa Villavecchia (Cadaqués)       | Modifica les dades a Wikidata |
|        | casa a la plaça des Portitxó, 2    | Cadaqués | casa         | Estil: arquitectura popular 19th century                                                | 42° 17′ 21″ N, 3° 16′ 44″ E / 42.289082°N,3.278928°E ca:Pl. des Portitxó, 2                                                    | bé integrant del patrimoni cultural català | Casa a la plaça des Portitxó, 2    | Modifica les dades a Wikidata |
|        | casa al carrer Eduard Marquina, 25 | Cadaqués | casa         | Estil: arquitectura popular 1950                                                        | 42° 17′ 12″ N, 3° 16′ 34″ E / 42.286657°N,3.276145°E                                                                           | bé integrant del patrimoni cultural català | Casa al carrer Eduard Marquina, 25 | Modifica les dades a Wikidata |
|        | casa al carrer Eduard Marquina, 35 | Cadaqués | casa         | Estil: arquitectura popular 1940                                                        | 42° 17′ 11″ N, 3° 16′ 35″ E / 42.286395°N,3.276253°E                                                                           | bé integrant del patrimoni cultural català | Casa al carrer Eduard Marquina, 35 | Modifica les dades a Wikidata |
|        | casa al carrer des Cotxe, 2        | Cadaqués | casa         | Estil: arquitectura popular 18th century                                                | 42° 17′ 20″ N, 3° 16′ 38″ E / 42.288757°N,3.277161°E ca:des Cotxe, 2                                                           | bé integrant del patrimoni cultural català | Carrer des Cotxe 2                 | Modifica les dades a Wikidata |
|        | casa al carrer des Poal, 16        | Cadaqués | casa         | Estil: arquitectura popular                                                             | 42° 17′ 21″ N, 3° 16′ 49″ E / 42.289061°N,3.280171°E                                                                           | bé integrant del patrimoni cultural català | Casa al carrer des Poal, 16        | Modifica les dades a Wikidata |
|        | casa al carrer des Vigilant, 6     | Cadaqués | casa         | Estil: arquitectura eclèctica 1869                                                      | 42° 17′ 20″ N, 3° 16′ 36″ E / 42.2889°N,3.27663°E ca:C. des Vigilant, 6                                                        | bé integrant del patrimoni cultural català | Carrer des Vigilant 6              | Modifica les dades a Wikidata |
|        | estudi Mary Callery                | Cadaqués | casa         | 1962                                                                                    | 42° 17′ 22″ N, 3° 16′ 46″ E / 42.289387°N,3.279469°E ca:Placeta Marcel Duchamp, 1                                              | bé integrant del patrimoni cultural català | Estudi Mary Callery                | Modifica les dades a Wikidata |

## castell
| imatge | Nom                   | Ubicat a | instància de | Detalls                     | coordenades                                                                                          | Protecció                                            | Commons (més fotos)   | Dades a WD                    |
| ------ | --------------------- | -------- | ------------ | --------------------------- | --- | ---------------------------------------------------- | --------------------- | ----------------------------- |
|        | Castell de Cadaqués   | Cadaqués | castell      | Estil: arquitectura popular | 42° 17′ 15″ N, 3° 16′ 38″ E / 42.287514°N,3.277219°E                                                 | bé d'interès cultural bé cultural d'interès nacional | Castell de Cadaqués   | Modifica les dades a Wikidata |
|        | Castell de Sant Jaume | Cadaqués | castell      | Estil: arquitectura popular | 42° 17′ 25″ N, 3° 16′ 51″ E / 42.2903°N,3.28072°E 42° 17′ 25″ N, 3° 16′ 52″ E / 42.29022°N,3.28105°E | bé d'interès cultural bé cultural d'interès nacional | Castell de Sant Jaume | Modifica les dades a Wikidata |

## cova
| imatge | Nom                     | Ubicat a | instància de | Detalls | coordenades                                                         | Protecció | Commons (més fotos) | Dades a WD                    |
| ------ | ----------------------- | -------- | ------------ | ------- | ------------------------------------------------------------------- | --------- | ------------------- | ----------------------------- |
|        | cova d'en Cabanya       | Cadaqués | cova         |         | 42° 18′ 07″ N, 3° 17′ 24″ E / 42.3020670848801°N,3.29004611755709°E |           |                     | Modifica les dades a Wikidata |
|        | cova d'en Tassana       | Cadaqués | cova         |         | 42° 15′ 17″ N, 3° 16′ 12″ E / 42.2546534965727°N,3.26989827762564°E |           |                     | Modifica les dades a Wikidata |
|        | cova d'en Terranos      | Cadaqués | cova         |         | 42° 15′ 52″ N, 3° 17′ 09″ E / 42.2645399806912°N,3.28575152170916°E |           |                     | Modifica les dades a Wikidata |
|        | cova de l'Esllavissada  | Cadaqués | cova         |         | 42° 15′ 15″ N, 3° 16′ 11″ E / 42.2541766260006°N,3.2697022751439°E  |           |                     | Modifica les dades a Wikidata |
|        | cova de la Reparada     | Cadaqués | cova         |         | 42° 15′ 16″ N, 3° 16′ 19″ E / 42.2544687349787°N,3.2718614372614°E  |           |                     | Modifica les dades a Wikidata |
|        | cova de les Lleterasses | Cadaqués | cova         |         | 42° 15′ 09″ N, 3° 15′ 44″ E / 42.252500615944°N,3.26230025355055°E  |           |                     | Modifica les dades a Wikidata |
|        | cova de s'Infern        | Cadaqués | cova         |         | 42° 19′ 03″ N, 3° 19′ 11″ E / 42.3175060695485°N,3.31962986449678°E |           |                     | Modifica les dades a Wikidata |
|        | cova de s'Àngel         | Cadaqués | cova         |         | 42° 18′ 18″ N, 3° 17′ 44″ E / 42.304916889259°N,3.29559175719847°E  |           |                     | Modifica les dades a Wikidata |
|        | cova de sa Figuera      | Cadaqués | cova         |         | 42° 15′ 12″ N, 3° 16′ 42″ E / 42.253390421911°N,3.27835469421221°E  |           |                     | Modifica les dades a Wikidata |
|        | cova del Pebre          | Cadaqués | cova         |         | 42° 15′ 09″ N, 3° 15′ 33″ E / 42.2524627224449°N,3.259160304544°E   |           |                     | Modifica les dades a Wikidata |
|        | cova des Bou Marí       | Cadaqués | cova         |         | 42° 15′ 37″ N, 3° 16′ 59″ E / 42.2602865098699°N,3.28313772735944°E |           |                     | Modifica les dades a Wikidata |
|        | cova des Capellans      | Cadaqués | cova         |         | 42° 16′ 45″ N, 3° 16′ 40″ E / 42.2791770051063°N,3.27764346280115°E |           |                     | Modifica les dades a Wikidata |
|        | cova des Gall Marí      | Cadaqués | cova         |         | 42° 16′ 57″ N, 3° 16′ 34″ E / 42.2824677530502°N,3.27620249049688°E |           |                     | Modifica les dades a Wikidata |
|        | cova des Pelegrí        | Cadaqués | cova         |         | 42° 15′ 11″ N, 3° 16′ 33″ E / 42.2530993977455°N,3.27579548909296°E |           |                     | Modifica les dades a Wikidata |
|        | cova des Rector         | Cadaqués | cova         |         | 42° 19′ 46″ N, 3° 17′ 38″ E / 42.3294809690347°N,3.29392252350979°E |           |                     | Modifica les dades a Wikidata |
|        | es Niu des Corbs        | Cadaqués | cova         |         | 42° 18′ 53″ N, 3° 18′ 56″ E / 42.3146442038333°N,3.31562307623769°E |           |                     | Modifica les dades a Wikidata |
|        | sa Cova de s'Infern     | Cadaqués | cova         |         | 42° 19′ 04″ N, 3° 19′ 14″ E / 42.317647829021°N,3.32046791392002°E  |           |                     | Modifica les dades a Wikidata |
|        | ses Coves               | Cadaqués | cova         |         | 42° 19′ 24″ N, 3° 19′ 17″ E / 42.3232292529751°N,3.32132150750184°E |           |                     | Modifica les dades a Wikidata |

## edifici
| imatge | Nom                         | Ubicat a | instància de           | Detalls                                               | coordenades                                                                                                  | Protecció                                  | Commons (més fotos)                 | Dades a WD                    |
| ------ | --------------------------- | -------- | ---------------------- | ----------------------------------------------------- | --- | ------------------------------------------ | ----------------------------------- | ----------------------------- |
|        | Antic Hospital municipal    | Cadaqués | edifici antic hospital | Estil: arquitectura popular 1339                      | 42° 17′ 16″ N, 3° 16′ 30″ E / 42.2879°N,3.2751°E                                                             | bé integrant del patrimoni cultural català | Antic Hospital Municipal (Cadaqués) | Modifica les dades a Wikidata |
|        | Antiga farmàcia de Cadaqués | Cadaqués | edifici                | Estil: arquitectura neoclàssica                       | 42° 17′ 20″ N, 3° 16′ 52″ E / 42.288899°N,3.281089°E ca:Plaça des Poal 3 msnm                                | bé integrant del patrimoni cultural català | Antiga farmàcia (Cadaqués)          | Modifica les dades a Wikidata |
|        | Apartaments des Pianc       | Cadaqués | edifici                | 1964                                                  | 42° 17′ 17″ N, 3° 16′ 53″ E / 42.28799°N,3.2815°E ca:Carrer des Pianc, 19-23                                 | bé integrant del patrimoni cultural català | Apartaments des Pianc               | Modifica les dades a Wikidata |
|        | Casa Zariquiey              | Cadaqués | edifici                | Estil: racionalisme arquitectònic                     | 42° 17′ 03″ N, 3° 17′ 17″ E / 42.28412°N,3.28812°E                                                           | bé integrant del patrimoni cultural català |                                     | Modifica les dades a Wikidata |
|        | Caserna del cap de Creus    | Cadaqués | edifici                | Estil: arquitectura eclèctica 1911                    | 42° 19′ 08″ N, 3° 18′ 53″ E / 42.3189°N,3.31479°E ca:Paratge de cap de Creus. Cadaqués (Alt Empordà) 81 msnm | bé integrant del patrimoni cultural català | Caserna del cap de Creus            | Modifica les dades a Wikidata |
|        | Casino l'Amistat            | Cadaqués | edifici                | Estil: modernisme català                              | 42° 17′ 19″ N, 3° 16′ 39″ E / 42.2887°N,3.27749°E ca:Cotxe, 1                                                | bé cultural d'interès local                | Casino l'Amistat                    | Modifica les dades a Wikidata |
|        | Edifici El Colom            | Cadaqués | edifici                | Estil: arquitectura modernista arquitectura eclèctica | 42° 17′ 11″ N, 3° 17′ 03″ E / 42.286257°N,3.284061°E ca:Avinguda Víctor Rahola, 11                           | bé integrant del patrimoni cultural català | Edifici el Colom                    | Modifica les dades a Wikidata |
|        | Fonda Marina                | Cadaqués | edifici                | Estil: arquitectura eclèctica                         | 42° 17′ 21″ N, 3° 16′ 38″ E / 42.289131°N,3.277296°E                                                         | bé integrant del patrimoni cultural català | Fonda Marina                        | Modifica les dades a Wikidata |
|        | Palau del Governador        | Cadaqués | edifici                | Estil: arquitectura popular                           | 42° 17′ 17″ N, 3° 16′ 37″ E / 42.2881°N,3.27698°E                                                            | bé integrant del patrimoni cultural català | Palau del Governador (Cadaqués)     | Modifica les dades a Wikidata |
|        | Torre sobre la cala Ros     | Cadaqués | edifici                | Estil: arquitectura popular 1957                      | 42° 17′ 09″ N, 3° 17′ 04″ E / 42.285803°N,3.284553°E ca:Av. Víctor Rahola, 13                                | bé integrant del patrimoni cultural català | Torre sobre la cala Ros             | Modifica les dades a Wikidata |
|        | Voltes des Podritxó         | Cadaqués | edifici                | Estil: arquitectura popular                           | 42° 17′ 21″ N, 3° 16′ 46″ E / 42.289128°N,3.279389°E                                                         | bé integrant del patrimoni cultural català | Voltes des Podritxó                 | Modifica les dades a Wikidata |
|        | antiga fàbrica d'anxoves    | Cadaqués | edifici                | Estil: arquitectura popular 19th century              | 42° 17′ 21″ N, 3° 16′ 53″ E / 42.2893°N,3.28129°E ca:carrer Hort d'en Sanés, 7                               | bé integrant del patrimoni cultural català | Antiga Fàbrica d'Anxoves (Cadaqués) | Modifica les dades a Wikidata |
|        | edifici del Boia            | Cadaqués | edifici                | 1946                                                  | 42° 17′ 19″ N, 3° 16′ 41″ E / 42.288647°N,3.278071°E ca:Passeig, 17                                          | bé cultural d'interès local                | Edifici del Boia                    | Modifica les dades a Wikidata |
|        | edifici del Marítim         | Cadaqués | edifici                | Estil: racionalisme arquitectònic 1935                | 42° 17′ 20″ N, 3° 16′ 43″ E / 42.288786°N,3.278486°E ca:Riba Nemesi Llorens                                  | bé cultural d'interès local                | Edifici del Marítim                 | Modifica les dades a Wikidata |
|        | ses Voltes de Port Alguer   | Cadaqués | edifici                | Estil: arquitectura popular 17th century              | 42° 17′ 13″ N, 3° 16′ 34″ E / 42.286932°N,3.276056°E ca:C. Eduard Marquina, 13-15                            | bé integrant del patrimoni cultural català | Ses Voltes de Port Alguer           | Modifica les dades a Wikidata |

## edifici escolar
| imatge | Nom                               | Ubicat a | instància de    | Detalls                                  | coordenades                                                                 | Protecció                                  | Commons (més fotos)           | Dades a WD                    |
| ------ | --------------------------------- | -------- | --------------- | ---------------------------------------- | --------------------------------------------------------------------------- | ------------------------------------------ | ----------------------------- | ----------------------------- |
|        | Escola Caritat Serinyana          | Cadaqués | edifici escolar | Estil: noucentisme 1917                  | 42° 17′ 26″ N, 3° 16′ 36″ E / 42.290485°N,3.276735°E ca:C. Sol de l'Engirol | bé integrant del patrimoni cultural català | Escoles nacionals de Cadaqués | Modifica les dades a Wikidata |
|        | Institut-Escola Caritat Serinyana | Cadaqués | edifici escolar | Anomenat per: Caritat Serinyana i Rubies |                                                                             |                                            |                               | Modifica les dades a Wikidata |

## església
| imatge | Nom                     | Ubicat a | instància de    | Detalls                                                           | coordenades                                                                                              | Protecció                                  | Commons (més fotos)               | Dades a WD                    |
| ------ | ----------------------- | -------- | --------------- | ----------------------------------------------------------------- | --- | ------------------------------------------ | --------------------------------- | ----------------------------- |
|        | Oratori dels Dolors     | Cadaqués | església        | Estil: arquitectura popular                                       | 42° 17′ 29″ N, 3° 15′ 54″ E / 42.291497°N,3.265107°E                                                     | bé integrant del patrimoni cultural català |                                   | Modifica les dades a Wikidata |
|        | Sant Sebastià de Pení   | Cadaqués | església ermita | Estil: arquitectura popular 1637                                  | 42° 16′ 36″ N, 3° 15′ 21″ E / 42.2766°N,3.25571°E ca:Camí vell de Sant Sebastià, al puig Pení 384.6 msnm | bé integrant del patrimoni cultural català | Sant Sebastià de Pení             | Modifica les dades a Wikidata |
|        | Santa Maria de Cadaqués | Cadaqués | església        | Estil: gòtic tardà arquitectura barroca Anomenat per: Verge Maria | 42° 17′ 17″ N, 3° 16′ 33″ E / 42.28817°N,3.27572°E                                                       | bé integrant del patrimoni cultural català | Santa Maria de Cadaqués           | Modifica les dades a Wikidata |
|        | ermita de Sant Baldiri  | Cadaqués | església ermita | Estil: arquitectura popular 18th century                          | 42° 17′ 32″ N, 3° 17′ 02″ E / 42.2921°N,3.284°E ca:Camí de Cadaqués a Portlligat 39 msnm                 | bé integrant del patrimoni cultural català | Ermita de Sant Baldiri (Cadaqués) | Modifica les dades a Wikidata |

## far
| imatge | Nom                 | Ubicat a | instància de | Detalls                                   | coordenades                                                                                    | Protecció                                                        | Commons (més fotos) | Dades a WD                    |
| ------ | ------------------- | -------- | ------------ | ----------------------------------------- | ---------------------------------------------------------------------------------------------- | ---------------------------------------------------------------- | ------------------- | ----------------------------- |
|        | Far de Cala nans    | Cadaqués | far          | Estil: arquitectura popular 1864          | 42° 16′ 15″ N, 3° 17′ 11″ E / 42.270868°N,3.286481°E                                           | bé d'interès cultural bé integrant del patrimoni cultural català | Far de Calanans     | Modifica les dades a Wikidata |
|        | Far de cap de Creus | Cadaqués | far          | Estil: arquitectura popular 1853 Alt: 11m | 42° 19′ 08″ N, 3° 18′ 57″ E / 42.3189°N,3.31587°E ca:Camí del Far, sobre la punta de l'Esquena | bé d'interès cultural                                            | Far de Cap de Creus | Modifica les dades a Wikidata |

## font
| imatge | Nom                 | Ubicat a | instància de | Detalls | coordenades                                                         | Protecció | Commons (més fotos) | Dades a WD                    |
| ------ | ------------------- | -------- | ------------ | ------- | ------------------------------------------------------------------- | --------- | ------------------- | ----------------------------- |
|        | font Coberta        | Cadaqués | font         |         | 42° 18′ 26″ N, 3° 16′ 28″ E / 42.3071578104741°N,3.27450254431058°E |           |                     | Modifica les dades a Wikidata |
|        | font d'en Catarraca | Cadaqués | font         |         | 42° 18′ 33″ N, 3° 17′ 08″ E / 42.309030797986°N,3.28568572362057°E  |           |                     | Modifica les dades a Wikidata |
|        | font d'en Dionís    | Cadaqués | font         |         | 42° 16′ 33″ N, 3° 15′ 48″ E / 42.2759145394039°N,3.26330686931861°E |           |                     | Modifica les dades a Wikidata |
|        | font d'en Melos     | Cadaqués | font         |         | 42° 16′ 58″ N, 3° 16′ 06″ E / 42.2828826525267°N,3.2683571127618°E  |           |                     | Modifica les dades a Wikidata |
|        | font de Beu-i-tapa  | Cadaqués | font         |         | 42° 16′ 14″ N, 3° 15′ 25″ E / 42.2706423718527°N,3.25691865348503°E |           |                     | Modifica les dades a Wikidata |
|        | font des Pobre      | Cadaqués | font         |         | 42° 19′ 04″ N, 3° 18′ 34″ E / 42.3177061821583°N,3.30952808778324°E |           |                     | Modifica les dades a Wikidata |

## illa
| imatge | Nom                | Ubicat a | instància de | Detalls              | coordenades                                                            | Protecció | Commons (més fotos) | Dades a WD                    |
| ------ | ------------------ | -------- | ------------ | -------------------- | ---------------------------------------------------------------------- | --------- | ------------------- | ----------------------------- |
|        | Illa Messina       | Cadaqués | illa         |                      | 42° 17′ 30″ N, 3° 18′ 31″ E / 42.291628°N,3.30873°E                    |           | Illa Messina        | Modifica les dades a Wikidata |
|        | Illa d'en Cudera   | Cadaqués | illa         |                      | 42° 18′ 19″ N, 3° 18′ 03″ E / 42.3053007260465°N,3.3009409904479985°E  |           |                     | Modifica les dades a Wikidata |
|        | Illa de Francalós  | Cadaqués | illa         |                      | 42° 19′ 37″ N, 3° 18′ 04″ E / 42.32692703702471°N,3.3010590076446533°E |           |                     | Modifica les dades a Wikidata |
|        | Illa de Portlligat | Cadaqués | illa         | Superfície: 0.084km² | 42° 17′ 32″ N, 3° 17′ 44″ E / 42.29232°N,3.295426°E                    |           | Illa de Portlligat  | Modifica les dades a Wikidata |
|        | Illa des Sortell   | Cadaqués | illa         |                      | 42° 16′ 56″ N, 3° 16′ 45″ E / 42.282132°N,3.27924°E 10 msnm            |           | Es Sortell          | Modifica les dades a Wikidata |
|        | Illa des Xiulet    | Cadaqués | illa         |                      | 42° 19′ 57″ N, 3° 17′ 06″ E / 42.33240780087648°N,3.2848906517028813°E |           |                     | Modifica les dades a Wikidata |
|        | Massa d'Or         | Cadaqués | illa         | Superfície: 0.007km² | 42° 19′ 12″ N, 3° 19′ 55″ E / 42.31988°N,3.332014°E                    |           | Massa d'Or          | Modifica les dades a Wikidata |
|        | S'Encalladora      | Cadaqués | illa         | Superfície: 5.5ha    | 42° 19′ 22″ N, 3° 19′ 17″ E / 42.322869°N,3.321503°E                   |           | S'Encalladora       | Modifica les dades a Wikidata |
|        | Sa Farnera         | Cadaqués | illa         |                      | 42° 17′ 41″ N, 3° 17′ 46″ E / 42.29471°N,3.29624°E                     |           | Sa Farnera          | Modifica les dades a Wikidata |
|        | Sa Pedra Negra     | Cadaqués | illa         |                      | 42° 19′ 19″ N, 3° 19′ 26″ E / 42.32205264253076°N,3.323825597763062°E  |           |                     | Modifica les dades a Wikidata |
|        | illa de Culleró    | Cadaqués | illa         |                      | 42° 19′ 39″ N, 3° 18′ 20″ E / 42.32746°N,3.30568°E                     |           |                     | Modifica les dades a Wikidata |
|        | illa de Portaló    | Cadaqués | illa         |                      | 42° 19′ 58″ N, 3° 17′ 11″ E / 42.33279°N,3.28629°E                     |           |                     | Modifica les dades a Wikidata |
|        | s'Arenella         | Cadaqués | illa         | Superfície: 0.025km² | 42° 16′ 52″ N, 3° 17′ 35″ E / 42.28112°N,3.29298°E                     |           | S'Arenella          | Modifica les dades a Wikidata |
|        | ses Ielles         | Cadaqués | illa         |                      | 42° 18′ 42″ N, 3° 18′ 37″ E / 42.31159°N,3.31032°E                     |           |                     | Modifica les dades a Wikidata |

## indret
| imatge | Nom                       | Ubicat a | instància de | Detalls                        | coordenades                                                                                             | Protecció                                  | Commons (més fotos)                                    | Dades a WD                    |
| ------ | ------------------------- | -------- | ------------ | ------------------------------ | --- | ------------------------------------------ | ------------------------------------------------------ | ----------------------------- |
|        | Foralló de sa Pedra Negra | Cadaqués | indret       |                                | 42° 19′ 22″ N, 3° 19′ 28″ E / 42.32268724741146°N,3.324560523033142°E                                   |                                            |                                                        | Modifica les dades a Wikidata |
|        | Front marítim de Cadaqués | Cadaqués | indret       | Estil: arquitectura modernista | 42° 17′ 06″ N, 3° 16′ 31″ E / 42.28498°N,3.27533°E 42° 17′ 06″ N, 3° 16′ 31″ E / 42.284984°N,3.275325°E | bé integrant del patrimoni cultural català | Front marítim de Cadaqués Conjunt històric de Cadaqués | Modifica les dades a Wikidata |
|        | Pla de Tudela             | Cadaqués | indret       | Superfície: 4.5ha              | 42° 19′ 34″ N, 3° 17′ 52″ E / 42.32609444°N,3.29774444°E                                                |                                            | Pla de Tudela                                          | Modifica les dades a Wikidata |

## indret històric
| imatge | Nom                       | Ubicat a | instància de    | Detalls | coordenades                                          | Protecció             | Commons (més fotos) | Dades a WD                    |
| ------ | ------------------------- | -------- | --------------- | ------- | ---------------------------------------------------- | --------------------- | ------------------- | ----------------------------- |
|        | Cala de Port Lligat       | Cadaqués | indret històric |         |                                                      | bé d'interès cultural | Cala de Port Lligat | Modifica les dades a Wikidata |
|        | Portlligat i Cap de Creus | Cadaqués | indret històric |         | 42° 17′ 44″ N, 3° 17′ 18″ E / 42.295427°N,3.288271°E | bé d'interès cultural |                     | Modifica les dades a Wikidata |

## masia
| imatge | Nom                   | Ubicat a | instància de | Detalls                                  | coordenades | Protecció                                  | Commons (més fotos)       | Dades a WD                    |
| ------ | --------------------- | -------- | ------------ | ---------------------------------------- | --- | ------------------------------------------ | ------------------------- | ----------------------------- |
|        | Ca n'Ek               | Cadaqués | masia        |                                          | 42° 17′ 34″ N, 3° 15′ 51″ E / 42.2926909682404°N,3.26423799861819°E                                            |                                            |                           | Modifica les dades a Wikidata |
|        | Casa Pedinghaus       | Cadaqués | masia        |                                          | 42° 16′ 33″ N, 3° 15′ 42″ E / 42.2759182034037°N,3.26170608845576°E                                            |                                            |                           | Modifica les dades a Wikidata |
|        | Casa Pitxot           | Cadaqués | masia        | Estil: arquitectura popular              | 42° 16′ 53″ N, 3° 16′ 41″ E / 42.2815°N,3.27806°E                                                              | bé integrant del patrimoni cultural català | Casa Pitxot (Cadaqués)    | Modifica les dades a Wikidata |
|        | Mas Duran             | Cadaqués | masia        | Estil: arquitectura popular              | 42° 18′ 09″ N, 3° 16′ 25″ E / 42.3024°N,3.2735°E                                                               | bé integrant del patrimoni cultural català |                           | Modifica les dades a Wikidata |
|        | Mas Rabassers de Baix | Cadaqués | masia        | Estil: arquitectura popular              | 42° 19′ 06″ N, 3° 17′ 11″ E / 42.3183°N,3.28634°E ca:Paratge dels Rabassers                                    | bé integrant del patrimoni cultural català |                           | Modifica les dades a Wikidata |
|        | Mas d'en Baltre       | Cadaqués | masia        | Estil: arquitectura popular 18th century | 42° 16′ 24″ N, 3° 15′ 56″ E / 42.2732°N,3.2656°E ca:Camí de sa Planassa - crta. de Cadaqués a Jóncols 185 msnm | bé integrant del patrimoni cultural català | Mas d'en Baltre           | Modifica les dades a Wikidata |
|        | Mas de la Sala        | Cadaqués | masia        | Estil: arquitectura popular 17th century | 42° 15′ 49″ N, 3° 16′ 09″ E / 42.2636°N,3.26916°E ca:Crta. de Cala Jòncols a Cadaqués, sa Planassa 148 msnm    | bé integrant del patrimoni cultural català | Mas de la Sala (Cadaqués) | Modifica les dades a Wikidata |
|        | Mas de la Senyora     | Cadaqués | masia        |                                          | 42° 18′ 09″ N, 3° 15′ 58″ E / 42.302422357271°N,3.26609853490869°E                                             |                                            |                           | Modifica les dades a Wikidata |
|        | els Carrions          | Cadaqués | masia        |                                          | 42° 17′ 34″ N, 3° 15′ 16″ E / 42.2928750812832°N,3.25451011030169°E                                            |                                            |                           | Modifica les dades a Wikidata |
|        | la Baltra             | Cadaqués | masia        |                                          | 42° 16′ 35″ N, 3° 15′ 48″ E / 42.2762749519364°N,3.26323560578389°E                                            |                                            |                           | Modifica les dades a Wikidata |

## mausoleu
| imatge | Nom                                  | Ubicat a | instància de | Detalls                                                          | coordenades                                                                        | Protecció                                  | Commons (més fotos)                  | Dades a WD                    |
| ------ | ------------------------------------ | -------- | ------------ | ---------------------------------------------------------------- | ---------------------------------------------------------------------------------- | ------------------------------------------ | ------------------------------------ | ----------------------------- |
|        | Tomba de la Família Rahola-Serinyana | Cadaqués | mausoleu     | Creador: Josep Llimona i Bruguera Estil: arquitectura modernista | 42° 17′ 31″ N, 3° 17′ 03″ E / 42.291854°N,3.284189°E cementiri de Cadaqués 38 msnm | bé integrant del patrimoni cultural català | Tomba de la família Rahola-Serinyana | Modifica les dades a Wikidata |
|        | Tomba de la Família Serinyana        | Cadaqués | mausoleu     | Estil: arquitectura eclèctica                                    | 42° 17′ 31″ N, 3° 17′ 03″ E / 42.291854°N,3.284189°E 38 msnm                       | bé integrant del patrimoni cultural català | Tomba de la Família Serinyana        | Modifica les dades a Wikidata |

## muntanya
| imatge | Nom                    | Ubicat a                     | instància de | Detalls | coordenades                                                            | Protecció | Commons (més fotos)     | Dades a WD                    |
| ------ | ---------------------- | ---------------------------- | ------------ | ------- | ---------------------------------------------------------------------- | --------- | ----------------------- | ----------------------------- |
|        | Pení                   | Cadaqués Roses               | muntanya     |         | 42° 16′ 55″ N, 3° 14′ 38″ E / 42.28205278°N,3.24379722°E               |           | El Pení                 | Modifica les dades a Wikidata |
|        | Puig Alt Gran          | el Port de la Selva Cadaqués | muntanya     |         | 42° 18′ 58″ N, 3° 16′ 28″ E / 42.316°N,3.27435°E 193.1 msnm            |           |                         | Modifica les dades a Wikidata |
|        | Puig Paulí             | Cadaqués                     | muntanya     |         | 42° 18′ 29″ N, 3° 16′ 04″ E / 42.308°N,3.26786°E 188.8 msnm            |           |                         | Modifica les dades a Wikidata |
|        | Puig Pelegrí           | Cadaqués                     | muntanya     |         | 42° 18′ 44″ N, 3° 17′ 26″ E / 42.31227222°N,3.29048333°E 130 msnm      |           | Puig Pelegrí (Cadaqués) | Modifica les dades a Wikidata |
|        | Puig d'Aiguadolç       | Cadaqués                     | muntanya     |         | 42° 16′ 36″ N, 3° 16′ 38″ E / 42.27680278°N,3.27715278°E 91.2 msnm     |           |                         | Modifica les dades a Wikidata |
|        | Puig d'en Manyana      | Cadaqués                     | muntanya     |         | 42° 15′ 47″ N, 3° 15′ 37″ E / 42.2631°N,3.26018°E 257.8 msnm           |           |                         | Modifica les dades a Wikidata |
|        | Puig d'en Raban        | Cadaqués                     | muntanya     |         | 42° 15′ 26″ N, 3° 15′ 32″ E / 42.25713889°N,3.25886944°E 178.8 msnm    |           |                         | Modifica les dades a Wikidata |
|        | Puig de Culip          | Cadaqués                     | muntanya     |         | 42° 19′ 19″ N, 3° 18′ 13″ E / 42.3219°N,3.30358°E 92 msnm              |           |                         | Modifica les dades a Wikidata |
|        | Puig de s'Agalla       | Cadaqués                     | muntanya     |         | 42° 17′ 18″ N, 3° 15′ 42″ E / 42.2884°N,3.26162°E 136.4 msnm           |           |                         | Modifica les dades a Wikidata |
|        | Puig de s'Alqueria     | Cadaqués                     | muntanya     |         | 42° 18′ 04″ N, 3° 17′ 21″ E / 42.301°N,3.28908°E 52 msnm               |           | Puig de s'Alqueria      | Modifica les dades a Wikidata |
|        | Puig de s'Infern       | Cadaqués                     | muntanya     |         | 42° 19′ 01″ N, 3° 19′ 13″ E / 42.31701523925144°N,3.3202850818634033°E |           |                         | Modifica les dades a Wikidata |
|        | Puig de sa Cruïlla     | Cadaqués                     | muntanya     |         | 42° 16′ 05″ N, 3° 15′ 30″ E / 42.26815°N,3.25846667°E 322.3 msnm       |           |                         | Modifica les dades a Wikidata |
|        | Puig de ses Figueretes | Cadaqués                     | muntanya     |         | 42° 18′ 51″ N, 3° 17′ 51″ E / 42.31419491062675°N,3.2974112033844°E    |           |                         | Modifica les dades a Wikidata |
|        | Puig de ses Formigues  | Cadaqués                     | muntanya     |         | 42° 18′ 55″ N, 3° 18′ 07″ E / 42.315225°N,3.30208222°E 91.6 msnm       |           |                         | Modifica les dades a Wikidata |
|        | Puig dels Bufadors     | Cadaqués el Port de la Selva | muntanya     |         | 42° 18′ 04″ N, 3° 14′ 55″ E / 42.301067°N,3.248749°E 432 msnm          |           | Puig dels Bufadors      | Modifica les dades a Wikidata |
|        | Puig dels Simonets     | Cadaqués                     | muntanya     |         | 42° 16′ 48″ N, 3° 14′ 47″ E / 42.27997222°N,3.24633889°E 596.9 msnm    |           |                         | Modifica les dades a Wikidata |

## museu
| imatge | Nom                      | Ubicat a | instància de     | Detalls                                                                         | coordenades                                                                                      | Protecció                                            | Commons (més fotos)      | Dades a WD                    |
| ------ | ------------------------ | -------- | ---------------- | ------------------------------------------------------------------------------- | ------------------------------------------------------------------------------------------------ | ---------------------------------------------------- | ------------------------ | ----------------------------- |
|        | Casa-Museu Salvador Dalí | Cadaqués | museu casa museu | Estil: arquitectura popular 20th century Anomenat per: Salvador Dalí i Domènech | 42° 17′ 35″ N, 3° 17′ 10″ E / 42.293055555555554°N,3.286111111111111°E 7 msnm                    | bé d'interès cultural bé cultural d'interès nacional | Casa-Museu Salvador Dalí | Modifica les dades a Wikidata |
|        | Museu de Cadaqués        | Cadaqués | museu edifici    |                                                                                 | 42° 17′ 22″ N, 3° 16′ 40″ E / 42.28934167°N,3.277725°E ca:Carrer Narcís Monturiol, 15 - Cadaqués |                                                      | Museu de Cadaqués        | Modifica les dades a Wikidata |

## norai
| imatge | Nom                | Ubicat a | instància de | Detalls                     | coordenades                                          | Protecció                                  | Commons (més fotos) | Dades a WD                    |
| ------ | ------------------ | -------- | ------------ | --------------------------- | ---------------------------------------------------- | ------------------------------------------ | ------------------- | ----------------------------- |
|        | Es Piló            | Cadaqués | norai        | Estil: arquitectura popular | 42° 16′ 53″ N, 3° 17′ 09″ E / 42.281515°N,3.285932°E | bé integrant del patrimoni cultural català | Es Piló             | Modifica les dades a Wikidata |
|        | Norai d'en Tits    | Cadaqués | norai        | Estil: arquitectura popular | 42° 17′ 13″ N, 3° 16′ 54″ E / 42.286871°N,3.281617°E | bé integrant del patrimoni cultural català | Norai d'en Tits     | Modifica les dades a Wikidata |
|        | Norai des Pianc    | Cadaqués | norai        | Estil: arquitectura popular | 42° 17′ 15″ N, 3° 16′ 53″ E / 42.287407°N,3.281464°E | bé integrant del patrimoni cultural català | Norai des Pianc     | Modifica les dades a Wikidata |
|        | Norai des Podritxo | Cadaqués | norai        | Estil: arquitectura popular | 42° 17′ 20″ N, 3° 16′ 46″ E / 42.288808°N,3.279415°E | bé integrant del patrimoni cultural català | Norai des Podritxo  | Modifica les dades a Wikidata |
|        | norais de Cadaqués | Cadaqués | norai        | Estil: arquitectura popular | 42° 17′ 13″ N, 3° 16′ 54″ E / 42.2869°N,3.28162°E    |                                            | Norais de Cadaqués  | Modifica les dades a Wikidata |

## platja
| imatge | Nom                                | Ubicat a | instància de          | Detalls | coordenades                                                                               | Protecció | Commons (més fotos)           | Dades a WD                    |
| ------ | ---------------------------------- | -------- | --------------------- | ------- | ----------------------------------------------------------------------------------------- | --------- | ----------------------------- | ----------------------------- |
|        | cala Culleró                       | Cadaqués | platja platja nudista |         | 42° 19′ 33″ N, 3° 18′ 20″ E / 42.32580293298796°N,3.305587146235998°E                     |           |                               | Modifica les dades a Wikidata |
|        | cala Seca                          | Cadaqués | platja                |         | 42° 18′ 42″ N, 3° 18′ 10″ E / 42.31153686528897°N,3.302732793995219°E                     |           |                               | Modifica les dades a Wikidata |
|        | cala Torta                         | Cadaqués | platja                |         | 42° 18′ 37″ N, 3° 18′ 05″ E / 42.31018381692822°N,3.3014777889217353°E                    |           |                               | Modifica les dades a Wikidata |
|        | platja Fredosa                     | Cadaqués | platja platja nudista |         | 42° 19′ 03″ N, 3° 18′ 55″ E / 42.317614195725426°N,3.3151674270629887°E                   |           | Cala Fredosa                  | Modifica les dades a Wikidata |
|        | platja Gran                        | Cadaqués | platja                |         | 42° 17′ 19″ N, 3° 16′ 42″ E / 42.28863°N,3.27837°E                                        |           | Platja Gran (Cadaqués)        | Modifica les dades a Wikidata |
|        | platja Gran de cala Jugadora       | Cadaqués | platja platja nudista |         | 42° 19′ 02″ N, 3° 18′ 40″ E / 42.31713027106953°N,3.311111927032471°E                     |           | Cala Jugadora                 | Modifica les dades a Wikidata |
|        | platja d'Aiguadolç (Cadaqués)      | Cadaqués | platja                |         | 42° 16′ 28″ N, 3° 16′ 50″ E / 42.27442368312079°N,3.2804635748690893°E                    |           |                               | Modifica les dades a Wikidata |
|        | platja d'en Ballesta               | Cadaqués | platja                |         | 42° 17′ 50″ N, 3° 17′ 18″ E / 42.29729°N,3.28844°E                                        |           | Platja d'en Ballesta          | Modifica les dades a Wikidata |
|        | platja d'en Noues                  | Cadaqués | platja platja nudista |         | 42° 18′ 25″ N, 3° 17′ 21″ E / 42.3069660023488°N,3.289256401374064°E                      |           |                               | Modifica les dades a Wikidata |
|        | platja d'en Paquela                | Cadaqués | platja                |         | 42° 18′ 13″ N, 3° 17′ 18″ E / 42.3036642537911°N,3.2882786413682363°E                     |           |                               | Modifica les dades a Wikidata |
|        | platja d'en Pep Ton                | Cadaqués | platja                |         | 42° 17′ 26″ N, 3° 17′ 36″ E / 42.29060563412986°N,3.293302128468346°E Badia de Portlligat |           | Platja d'en Pep Ton           | Modifica les dades a Wikidata |
|        | platja d'en Pere Fet               | Cadaqués | platja platja nudista |         | 42° 17′ 01″ N, 3° 17′ 18″ E / 42.2836°N,3.28835°E                                         |           | Platja d'en Pere Fet          | Modifica les dades a Wikidata |
|        | platja d'en Ros                    | Cadaqués | platja                |         | 42° 17′ 04″ N, 3° 17′ 16″ E / 42.28443071214367°N,3.2877198942928016°E                    |           |                               | Modifica les dades a Wikidata |
|        | platja d'en Sanés                  | Cadaqués | platja                |         | 42° 17′ 03″ N, 3° 17′ 43″ E / 42.28428974593371°N,3.2951641685278887°E                    |           |                               | Modifica les dades a Wikidata |
|        | platja d'en Talla Dofins           | Cadaqués | platja                |         | 42° 18′ 08″ N, 3° 17′ 23″ E / 42.30212780907747°N,3.2896977263411733°E                    |           |                               | Modifica les dades a Wikidata |
|        | platja de Cala Bona                | Cadaqués | platja platja nudista |         | 42° 18′ 47″ N, 3° 18′ 21″ E / 42.312917589414184°N,3.3059620857238774°E                   |           |                               | Modifica les dades a Wikidata |
|        | platja de Guillola                 | Cadaqués | platja                |         | 42° 18′ 26″ N, 3° 17′ 41″ E / 42.30713°N,3.29469°E                                        |           | Platja de Guillola            | Modifica les dades a Wikidata |
|        | platja de Pius V                   | Cadaqués | platja                |         | 42° 16′ 48″ N, 3° 16′ 36″ E / 42.27987299339135°N,3.276671905463195°E                     |           |                               | Modifica les dades a Wikidata |
|        | platja de Port Alguer              | Cadaqués | platja                |         | 42° 17′ 14″ N, 3° 16′ 35″ E / 42.28716°N,3.27641°E                                        |           | Platja de Port Alguer         | Modifica les dades a Wikidata |
|        | platja de Portaló                  | Cadaqués | platja platja nudista |         | 42° 19′ 32″ N, 3° 17′ 10″ E / 42.32555478840499°N,3.286049365997315°E                     |           |                               | Modifica les dades a Wikidata |
|        | platja de Portlligat               | Cadaqués | platja                |         | 42° 17′ 37″ N, 3° 17′ 11″ E / 42.29373°N,3.28642°E                                        |           | Platja de Portlligat          | Modifica les dades a Wikidata |
|        | platja de Ribes Altes              | Cadaqués | platja                |         | 42° 18′ 42″ N, 3° 18′ 13″ E / 42.31156090309176°N,3.303494453430176°E                     |           |                               | Modifica les dades a Wikidata |
|        | platja de Sant Antoni (Portlligat) | Cadaqués | platja                |         | 42° 17′ 40″ N, 3° 17′ 22″ E / 42.294320228482384°N,3.2894292422597333°E                   |           |                               | Modifica les dades a Wikidata |
|        | platja de Sant Lluís               | Cadaqués | platja platja nudista |         | 42° 18′ 27″ N, 3° 17′ 27″ E / 42.307386°N,3.29078°E                                       |           | Platja de Sant Lluís          | Modifica les dades a Wikidata |
|        | platja de l'Illa                   | Cadaqués | platja                |         | 42° 17′ 27″ N, 3° 17′ 42″ E / 42.29095°N,3.29501°E                                        |           |                               | Modifica les dades a Wikidata |
|        | platja de s'Alqueria               | Cadaqués | platja platja nudista |         | 42° 17′ 57″ N, 3° 17′ 21″ E / 42.29903°N,3.28916°E                                        |           | Platja de s'Alqueria          | Modifica les dades a Wikidata |
|        | platja de s'Arenella               | Cadaqués | platja                |         | 42° 16′ 58″ N, 3° 17′ 27″ E / 42.28277980781157°N,3.2907391229936107°E                    |           |                               | Modifica les dades a Wikidata |
|        | platja de s'Àguila                 | Cadaqués | platja                |         | 42° 19′ 40″ N, 3° 17′ 50″ E / 42.32768579305317°N,3.2972813152497453°E Pla de Tudela      |           | Platja de s'Àguila            | Modifica les dades a Wikidata |
|        | platja de sa Conca                 | Cadaqués | platja                |         | 42° 16′ 52″ N, 3° 16′ 36″ E / 42.28102°N,3.27679°E                                        |           | Platja de sa Conca (Cadaqués) | Modifica les dades a Wikidata |
|        | platja de sa Confitera             | Cadaqués | platja                |         | 42° 17′ 01″ N, 3° 17′ 29″ E / 42.28365°N,3.29126°E                                        |           |                               | Modifica les dades a Wikidata |
|        | platja de sa Figuera               | Cadaqués | platja                |         | 42° 15′ 18″ N, 3° 16′ 44″ E / 42.25491295712734°N,3.278845927503334°E                     |           |                               | Modifica les dades a Wikidata |
|        | platja de sa Sabolla               | Cadaqués | platja platja nudista |         | 42° 16′ 12″ N, 3° 16′ 58″ E / 42.27013°N,3.28274°E                                        |           | Platja de sa Sabolla          | Modifica les dades a Wikidata |
|        | platja de ses Guiules              | Cadaqués | platja                |         | 42° 17′ 11″ N, 3° 16′ 57″ E / 42.286486719856605°N,3.28245187506023°E                     |           |                               | Modifica les dades a Wikidata |
|        | platja de ses Ielles               | Cadaqués | platja platja nudista |         | 42° 18′ 50″ N, 3° 18′ 27″ E / 42.314012437754954°N,3.307517766952515°E                    |           |                               | Modifica les dades a Wikidata |
|        | platja de ses Oliveres             | Cadaqués | platja                |         | 42° 17′ 08″ N, 3° 17′ 10″ E / 42.28568°N,3.28607°E                                        |           | Platja de ses Oliveres        | Modifica les dades a Wikidata |
|        | platja del Cau de sa Guineu        | Cadaqués | platja                |         | 42° 17′ 41″ N, 3° 17′ 28″ E / 42.29473846004215°N,3.2910036379652348°E                    |           |                               | Modifica les dades a Wikidata |
|        | platja dels Barrilers              | Cadaqués | platja                |         | 42° 19′ 04″ N, 3° 18′ 41″ E / 42.31769675823258°N,3.31148204224713°E                      |           |                               | Modifica les dades a Wikidata |
|        | platja dels Pescadors              | Cadaqués | platja platja nudista |         | 42° 19′ 21″ N, 3° 18′ 25″ E / 42.322617560381914°N,3.3068889337657477°E Cala Culip        |           | Platja Gran de Culip          | Modifica les dades a Wikidata |
|        | platja des Caials                  | Cadaqués | platja                |         | 42° 17′ 08″ N, 3° 17′ 44″ E / 42.28555°N,3.29565°E                                        |           | Platja des Caials             | Modifica les dades a Wikidata |
|        | platja des Calders                 | Cadaqués | platja                |         | 42° 17′ 22″ N, 3° 17′ 29″ E / 42.289453105327°N,3.2914915236112474°E                      |           |                               | Modifica les dades a Wikidata |
|        | platja des Dofí                    | Cadaqués | platja                |         | 42° 19′ 35″ N, 3° 17′ 18″ E / 42.32647105878667°N,3.288252721716551°E                     |           |                               | Modifica les dades a Wikidata |
|        | platja des Jonquet                 | Cadaqués | platja                |         | 42° 18′ 13″ N, 3° 17′ 12″ E / 42.30367308531723°N,3.286605783051048°E                     |           |                               | Modifica les dades a Wikidata |
|        | platja des Llané Gran              | Cadaqués | platja                |         | 42° 17′ 04″ N, 3° 16′ 32″ E / 42.28442294008867°N,3.2754558452130915°E Badia de Cadaqués  |           | Platja des Llané Gran         | Modifica les dades a Wikidata |
|        | platja des Llané Petit             | Cadaqués | platja                |         | 42° 17′ 00″ N, 3° 16′ 34″ E / 42.28320959148045°N,3.276060106514371°E Badia de Cadaqués   |           | Platja des Llané Petit        | Modifica les dades a Wikidata |
|        | platja des Pianc                   | Cadaqués | platja                |         | 42° 17′ 16″ N, 3° 16′ 54″ E / 42.28768°N,3.28161°E                                        |           | Es Pianc                      | Modifica les dades a Wikidata |
|        | platja des Poal                    | Cadaqués | platja                |         | 42° 17′ 19″ N, 3° 16′ 51″ E / 42.28859°N,3.28082°E                                        |           | Es Poal                       | Modifica les dades a Wikidata |
|        | platja des Sortell                 | Cadaqués | platja                |         | 42° 16′ 56″ N, 3° 16′ 42″ E / 42.28217127091012°N,3.2783832463867424°E Badia de Cadaqués  |           | Platja des Sortell            | Modifica les dades a Wikidata |
|        | platja des Sortell d'en Ter        | Cadaqués | platja                |         | 42° 16′ 57″ N, 3° 16′ 38″ E / 42.282568277879186°N,3.277353727794048°E Badia de Cadaqués  |           | Platja des Sortell d'en Ter   | Modifica les dades a Wikidata |
|        | platja es Gentils                  | Cadaqués | platja                |         | 42° 19′ 25″ N, 3° 18′ 27″ E / 42.3234927552809°N,3.3074087719345133°E                     |           | Platja es Gentils             | Modifica les dades a Wikidata |
|        | racó de Dofí                       | Cadaqués | platja                |         | 42° 19′ 35″ N, 3° 17′ 17″ E / 42.32649870829903°N,3.28817367553711°E                      |           |                               | Modifica les dades a Wikidata |

## torre de defensa
| imatge | Nom                | Ubicat a | instància de     | Detalls | coordenades                                                         | Protecció | Commons (més fotos) | Dades a WD                    |
| ------ | ------------------ | -------- | ---------------- | ------- | ------------------------------------------------------------------- | --------- | ------------------- | ----------------------------- |
|        | Torre de les Creus | Cadaqués | torre de defensa |         | 42° 17′ 26″ N, 3° 16′ 47″ E / 42.2905470099528°N,3.27963419866857°E |           |                     | Modifica les dades a Wikidata |
|        | Torre de sa Punta  | Cadaqués | torre de defensa |         | 42° 17′ 15″ N, 3° 16′ 39″ E / 42.2875982220282°N,3.27747423829042°E |           |                     | Modifica les dades a Wikidata |

## zona humida
| imatge | Nom                                  | Ubicat a                     | instància de | Detalls            | coordenades                                                | Protecció | Commons (més fotos)              | Dades a WD                    |
| ------ | ------------------------------------ | ---------------------------- | ------------ | ------------------ | ---------------------------------------------------------- | --------- | -------------------------------- | ----------------------------- |
|        | Basseta de sa Planassa               | Cadaqués                     | zona humida  |                    | 42° 15′ 51″ N, 3° 16′ 44″ E / 42.2642°N,3.27892°E 118 msnm |           | Basseta de sa Planassa           | Modifica les dades a Wikidata |
|        | Embassament de Mas Rabassers de Baix | el Port de la Selva Cadaqués | zona humida  | Superfície: 1.27ha | 42° 19′ 14″ N, 3° 17′ 08″ E / 42.3206°N,3.28559°E          |           |                                  | Modifica les dades a Wikidata |
|        | estanyols del pla dels Estanyets     | Cadaqués                     | zona humida  |                    | 42° 19′ 11″ N, 3° 18′ 05″ E / 42.3198°N,3.3015°E           |           | Estanyols del pla dels Estanyets | Modifica les dades a Wikidata |

## Misc
| imatge | Nom                                     | Ubicat a   | instància de                                                                   | Detalls                                                                | coordenades                                                                                           | Protecció                                            | Commons (més fotos)                     | Dades a WD                    |
| ------ | --------------------------------------- | ---------- | ------------------------------------------------------------------------------ | ---------------------------------------------------------------------- | --- | ---------------------------------------------------- | --------------------------------------- | ----------------------------- |
|        | Bateria de Punta Prima                  | Cadaqués   | bateria d'artilleria coastal battery                                           |                                                                        | 42° 15′ 44″ N, 3° 16′ 57″ E / 42.262256074288224°N,3.282508850097656°E                                |                                                      | Bateria de Punta Prima                  | Modifica les dades a Wikidata |
|        | Cadaqués                                | Cadaqués   | entitat singular de població ens local històric de Catalunya capital municipal | 2894 hab                                                               | 42° 17′ 26″ N, 3° 16′ 50″ E / 42.29068°N,3.28045°E 37 msnm                                            |                                                      |                                         | Modifica les dades a Wikidata |
|        | Cap de Creus                            | Cadaqués   | vèrtex geodèsic                                                                | Alt: 1.2m                                                              | 42° 19′ 08″ N, 3° 18′ 56″ E / 42.318906°N,3.315566°E 82.03 msnm                                       |                                                      |                                         | Modifica les dades a Wikidata |
|        | Club Méditerranée (Cap de Creus)        | Cadaqués   | urbanització tancada                                                           | Arquitecte: Pelai Martínez i Paricio 1962 Estat: enderrocat o destruït | 42° 19′ 38″ N, 3° 17′ 42″ E / 42.327261°N,3.295046°E                                                  |                                                      | Club Med (Cap de Creus)                 | Modifica les dades a Wikidata |
|        | Coll de ses Portes                      | Cadaqués   | collada                                                                        |                                                                        | 42° 19′ 17″ N, 3° 17′ 51″ E / 42.32130833°N,3.29739722°E 68 msnm                                      |                                                      |                                         | Modifica les dades a Wikidata |
|        | Conjunt històric de Cadaqués            | Cadaqués   | centre històric                                                                | Estil: arquitectura gòtica arquitectura barroca                        | 42° 17′ 15″ N, 3° 16′ 33″ E / 42.287529°N,3.275843°E 20 msnm                                          | bé d'interès cultural bé cultural d'interès nacional | Conjunt històric de Cadaqués            | Modifica les dades a Wikidata |
|        | El Pou d'en Martinet                    | Cadaqués   | pou                                                                            | Estil: arquitectura popular                                            | 42° 18′ 17″ N, 3° 16′ 36″ E / 42.304769°N,3.276719°E                                                  | bé integrant del patrimoni cultural català           |                                         | Modifica les dades a Wikidata |
|        | Es Portal                               | Cadaqués   | porta de ciutat                                                                | Estil: arquitectura popular                                            | 42° 17′ 15″ N, 3° 16′ 32″ E / 42.28743°N,3.27567°E                                                    | bé integrant del patrimoni cultural català           | Es Portal (Cadaqués)                    | Modifica les dades a Wikidata |
|        | Estàtua de Salvador Dalí a Cadaqués     | Cadaqués   | obra escultòrica monument                                                      | Dedicat a: Salvador Dalí i Domènech                                    | 42° 17′ 20″ N, 3° 16′ 42″ E / 42.28876°N,3.27825°E 9 msnm                                             |                                                      |                                         | Modifica les dades a Wikidata |
|        | Forn de calç de la Cala Jugadora        | Cadaqués   | forn de calç                                                                   | Estil: arquitectura popular                                            | | bé integrant del patrimoni cultural català           |                                         | Modifica les dades a Wikidata |
|        | Mina de ses Orgues                      | Cadaqués   | mina                                                                           |                                                                        | 42° 18′ 47″ N, 3° 18′ 41″ E / 42.3129413906676°N,3.311262130737305°E                                  |                                                      |                                         | Modifica les dades a Wikidata |
|        | Molí de l'Adela de Correus              | Cadaqués   | molí d'aigua                                                                   |                                                                        | 42° 17′ 25″ N, 3° 17′ 10″ E / 42.2903237111364°N,3.28618341330385°E                                   |                                                      |                                         | Modifica les dades a Wikidata |
|        | Oratori de Sant Pius V                  | Cadaqués   | oratori                                                                        | Estil: arquitectura barroca 18th century                               | 42° 16′ 44″ N, 3° 16′ 32″ E / 42.279°N,3.27567°E ca:Platja de Sant Pius V, riera de Sant Pius 35 msnm | bé cultural d'interès local                          | Oratori de Sant Pius V                  | Modifica les dades a Wikidata |
|        | Polígon industrial Pla d'en Llorenç     | Cadaqués   | polígon industrial                                                             |                                                                        | 42° 17′ 30″ N, 3° 16′ 08″ E / 42.2916801488651°N,3.26902522867167°E                                   |                                                      |                                         | Modifica les dades a Wikidata |
|        | Pont d'en Barral                        | Cadaqués   | pont                                                                           |                                                                        | 42° 17′ 48″ N, 3° 16′ 16″ E / 42.2967637424392°N,3.27110917602372°E                                   |                                                      |                                         | Modifica les dades a Wikidata |
|        | Port Alguer                             | Cadaqués   | barri                                                                          |                                                                        | 42° 17′ 11″ N, 3° 16′ 34″ E / 42.286521°N,3.276105°E                                                  |                                                      | Port Alguer                             | Modifica les dades a Wikidata |
|        | Portlligat                              | Cadaqués   | assentament humà                                                               |                                                                        | 42° 17′ 37″ N, 3° 17′ 07″ E / 42.29361111°N,3.28527778°E                                              |                                                      | Portlligat                              | Modifica les dades a Wikidata |
|        | Pou d'en Garrell                        | Cadaqués   | avenc                                                                          |                                                                        | 42° 19′ 11″ N, 3° 19′ 12″ E / 42.3195947229504°N,3.31990741866616°E                                   |                                                      |                                         | Modifica les dades a Wikidata |
|        | casa consistorial de Cadaqués           | Cadaqués   | casa consistorial                                                              |                                                                        | 42° 17′ 15″ N, 3° 16′ 38″ E / 42.2875365°N,3.2772236°E                                                |                                                      |                                         | Modifica les dades a Wikidata |
|        | cementiri de Cadaqués                   | Cadaqués   | cementiri                                                                      | Estil: arquitectura popular                                            | 42° 17′ 30″ N, 3° 17′ 04″ E / 42.2918°N,3.28439°E 39 msnm                                             | bé integrant del patrimoni cultural català           | Cementiri de Cadaqués                   | Modifica les dades a Wikidata |
|        | creu de terme del cementiri de Cadaqués | Cadaqués   | creu de terme                                                                  | Estil: arquitectura barroca                                            | 42° 17′ 31″ N, 3° 17′ 03″ E / 42.2920166454575°N,3.284141515196875°E cementiri de Cadaqués 38 msnm    | bé integrant del patrimoni cultural català           | Creu de terme del cementiri de Cadaqués | Modifica les dades a Wikidata |
|        | la Lídia de Cadaqués                    | Cadaqués   | estàtua                                                                        | Dedicat a: Lídia de Cadaqués                                           | 42° 17′ 10″ N, 3° 16′ 35″ E / 42.286187069918775°N,3.276522159576416°E Badia de Cadaqués              |                                                      | La Lídia de Cadaqués                    | Modifica les dades a Wikidata |
|        | mar Mediterrània                        |            | mar interior mar mediterrani conca hidrogràfica                                | Superfície: 2500000km² Profunditat: 5267 1541m Volum: 3839000km³       | 38° N, 17° E / 38°N,17°E 0 msnm                                                                       |                                                      | Mediterranean Sea                       | Modifica les dades a Wikidata |
|        | molí de Portlligat                      | Portlligat | molí de vent edifici                                                           | Estil: arquitectura popular 18th century                               | 42° 17′ 25″ N, 3° 17′ 18″ E / 42.2903°N,3.28839°E ca:Camí dels Caials 52 msnm                         | bé integrant del patrimoni cultural català           | Molí de Portlligat                      | Modifica les dades a Wikidata |